# Mirko Sacher
Mirko Sacher (* 1. November 1991 in Freiburg im Breisgau) ist ein deutscher Eishockeyspieler, der seit Juli 2024 bei den Eispiraten Crimmitschau aus der DEL2 unter Vertrag steht und dort auf der Position des Verteidigers spielt. Zuvor war Sacher bereits für die Schwenninger Wild Wings, Krefeld Pinguine und Augsburger Panther in der Deutschen Eishockey Liga (DEL) aktiv.

## Karriere

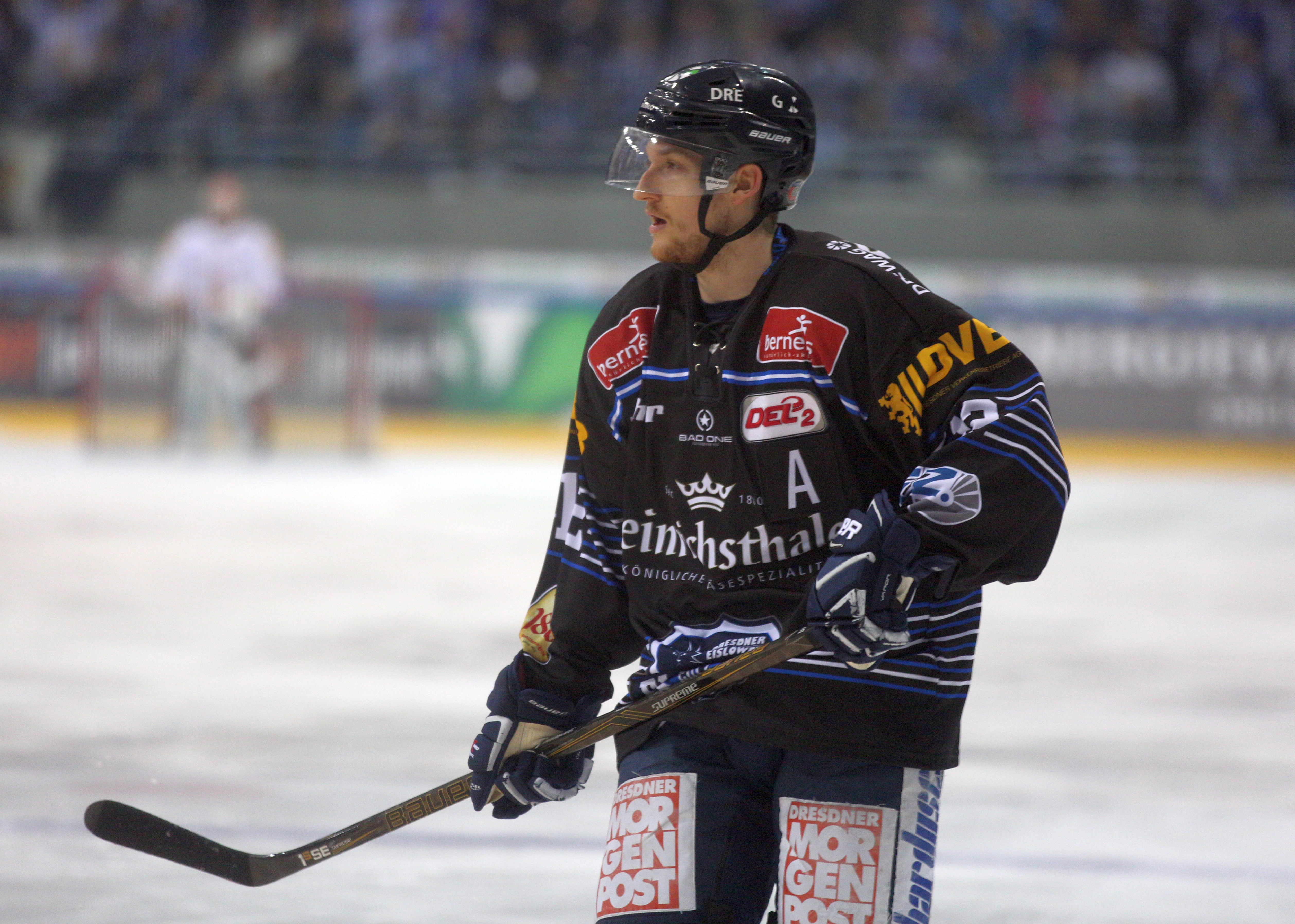
Sacher im Trikot der Dresdner Eislöwen (2017)

Mirko Sacher stammt aus dem Nachwuchs des deutschen Eishockeyclubs EHC Freiburg. Für diesen absolvierte Sacher zwischen 2008 und 2011 in der Hauptrunde der 2. Bundesliga insgesamt 85 Spiele, in denen er zwölf Scorerpunkte erzielte.
Zwischen 2011 und 2015 lief er für die Schwenninger Wild Wings auf. Im Juni 2014 erhielt er eine Förderlizenz für die Eispiraten Crimmitschau aus der DEL2, kam aber dort nicht zum Einsatz. Stattdessen lief er ab Januar 2015 beim EHC Freiburg in der drittklassigen Oberliga auf. Beim EHC Freiburg war er maßgeblich am Aufstieg in die DEL2 beteiligt. Nach zahlreichen Angeboten verschiedener Vereine schloss er sich 2015 den Dresdner Eislöwen in der DEL2 an. Im Anschluss an die Hauptrunde 2016/17 wurde er als Verteidiger des Jahres der DEL2 ausgezeichnet.
Zur Saison 2017/18 kehrte Sacher nach Schwenningen in die DEL zurück und spielte bis zum Ende der Saison 2019/20 für den Klub. Anschließend folgten zwei Jahre bei den Krefeld Pinguinen und – nach dem Krefelder Abstieg – im Mai 2022 der Wechsel zu den Augsburger Panthern. Die folgenden zwei Jahre in Augsburg verliefen ebenfalls mit wenigen Erfolgen, da der Verein in beiden Spielzeiten nur aufgrund eines fehlenden Aufsteigers aus der DEL2 die Klasse hielt. Zur Spielzeit 2024/25 wechselte Sacher zu den Eispiraten Crimmitschau in die DEL2, bei denen er in der Saison 2014/15 bereits eine Förderlizenz besessen hatte.

### International
Im Rahmen des Deutschland Cup 2019 kam Sacher zu einem Einsatz für die deutsche A-Nationalmannschaft unter dem damaligen Bundestrainer Toni Söderholm.

## Erfolge und Auszeichnungen
- 2013 Aufstieg in die DEL mit den Schwenninger Wild Wings
- 2015 Oberliga-Meister und Aufstieg in die DEL2 mit dem EHC Freiburg
- 2017 DEL2-Verteidiger des Jahres

## Karrierestatistik
Stand: Ende der Saison 2024/25
(Legende zur Spielerstatistik: Sp oder GP = absolvierte Spiele; T oder G = erzielte Tore; V oder A = erzielte Assists; Pkt oder Pts = erzielte Scorerpunkte; SM oder PIM = erhaltene Strafminuten; +/− = Plus/Minus-Bilanz; PP = erzielte Überzahltore; SH = erzielte Unterzahltore; GW = erzielte Siegtore; 1 Play-downs/Relegation; Kursiv: Statistik nicht vollständig)